# I Paralyze
I Paralyze − siedemnasty solowy album amerykańskiej piosenkarki Cher. Został wydany 28 maja 1982 roku nakładem wytwórni Columbia. Pierwszym singlem promującym album został utwór „Rudy”, który nie osiągnął sukcesu, podobnie jak sam album. Po wydaniu krążka Cher zrobiła pięcioletnią przerwę od muzyki, aby skoncentrować się na swojej karierze filmowej do 1987 roku, kiedy to wydała album Cher.

## Lista utworów
| Pierwsza strona | Pierwsza strona             | Pierwsza strona                                                                                         | Pierwsza strona |
| Nr              | Tytuł utworu                | Autorzy                                                                                                 | Długość         |
| --------------- | --------------------------- | --- | --------------- |
| 1.              | „Rudy”                      | Jacques Morali, Henri Belolo, Fergie Frederiksen, Howie Epstein, James "Jimmy" Hunter, Mark Maierhoffer | 3:54            |
| 2.              | „Games”                     | Andrea Farber, Vince Melamed                                                                            | 3:57            |
| 3.              | „I Paralyze”                | Farrar, Steve Kipner                                                                                    | 3:49            |
| 4.              | „When the Love Is Gone”     | Desmond Child                                                                                           | 4:04            |
| 5.              | „Say What's on Your Mind”   | J. Gottschalk                                                                                           | 4:06            |
| 6.              | „Back on the Street Again”  | Dominic King, Frank Musker, John Waite                                                                  | 3:19            |
| 7.              | „Walk with Me”              | Child, Wolfert                                                                                          | 3:32            |
| 8.              | „The Book of Love”          | Child                                                                                                   | 3:23            |
| 9.              | „Do I Ever Cross Your Mind” | Dorsey Burnette, Michael Smotherman                                                                     | 4:13            |
|                 |                             | | 34:17           |

## Personel
- Cher - główny wokal
- Steve George, Tom Kelly, Myrna Mathews, Denise Maynelli DeCaro, Marti McCall, Richard Page - chórki
- Rick Shlosser - bębny
- Gary Herbig - saksofon
- Steve Lukather, Sid McGinnis, Carlos Rios, Thom Rotella  - gitara
- Jai Winding - keyboard, aranżer
- Ralph Schuckett - organy Hammonda